# Dipartimento di Bakel
Il dipartimento di Bakel (fr. Département de Bakel) è un dipartimento del Senegal, appartenente alla regione di Tambacounda. Il capoluogo è la città di Bakel.
Si estende nella parte orientale della regione, lungo il confine con il Mali.
Il dipartimento di Bakel comprende 3 comuni e 3 arrondissement, a loro volta suddivisi in 9 comunità rurali.
comuni:
- Bakel
- Diawara
- Kidira

arrondissement:
- Moudéry
- Kénieba
- Bélé